# Richard Rockefeller
Richard Gilder Rockefeller (Nueva York, 20 de enero de 1949 – Harrison (Nueva York), 13 de junio de 2014) fue médico de familia en Falmouth (Maine), que practicó y enseñó medicina en Portland (Maine), desde 1982 a 2000.

## Biografía
Rockefeller nació el 20 de enero de 1949 y era hijo de Margaret (apellido de soltera, McGrath) Rockefeller y del banquero David Rockefeller. También era nieto del financiero estadounidense John D. Rockefeller Jr., y bisnieto del magnate y filántropo estadounidense John D. Rockefeller.
Rockefeller se licenció en medicina en la Universidad de Harvard, un máster en Educación y un título médico de la Escuela de Medicina de Harvard.

## Carrera
Fue presidente de la Junta Asesora de Médicos Sin Fronteras de Estados Unidos desde 1989 hasta 2010, y formó parte de la junta de la Universidad Rockefeller en Nueva York hasta 2006. En los últimos años de su vida, Rockefeller estaba trabajando para establecer mejores métodos de tratamiento en todo el mundo para las personas que sufren de trastorno por estrés postraumático.
Rockefeller fue el fundador y expresidente de Hour Exchange Portland, un servicio de trueque de crédito en Portland y en todo el estado de Maine. También ocupó el cargo de presidente de la junta de Maine Coast Heritage Trust de 2000 a 2006. Rockefeller ocupó el cargo de presidente del Rockefeller Brothers Fund.

## Muerte
Rockefeller, un piloto experimentado, volaba hacia casa después de haber visitado a su padre en Pocantico Hills, que había celebrado su 99 cumpleaños el 12 de junio de 2014. Rockefeller aterrizó en el Aeropuerto Westchester County con su avión monomotor a las 8:08 a. m. el 13 de junio de 2014, partiendo de la pista 16 en medio de una densa niebla y lluvia constante. Menos de 10 minutos después, la Administración Federal de Aviación notificó a los funcionarios del aeropuerto que había perdido el contacto con el piloto. A las 8:23 a. m. la policía local de la ciudad de Harrison, Nueva York, informó que el avión de Rockefeller se había estrellado a menos de una milla del aeropuerto de la ciudad de Harrison. Rockefeller, el piloto, era el único pasajero. La causa del accidente se le atribuye a que el piloto no pudo mantener una velocidad de ascenso después del despegue debido a la desorientación espacial producida por la niebla.